# Sivikstjärnen
Sivikstjärnen är en sjö i Hudiksvalls kommun i Hälsingland och ingår i Nianån-Norralaåns kustområde. Sjön har en area på 0,112 kvadratkilometer och ligger 24 meter över havet.

## Delavrinningsområde
Sivikstjärnen ingår i det delavrinningsområde (681461-156763) som SMHI kallar för Utloppet av Sivikstjärn. Medelhöjden är 31 meter över havet och ytan är 1,66 kvadratkilometer. Det finns inga avrinningsområden uppströms utan avrinningsområdet är högsta punkten. Avrinningsområdets utflöde mynnar i havet. Avrinningsområdet består mestadels av skog (84 procent). Avrinningsområdet har 0,11 kvadratkilometer vattenytor vilket ger det en sjöprocent på 6,8 procent.